# Scytalopus whitneyi
El churrín de Ampay o tapaculo de Ampay (Scytalopus whitneyi ) es una especie de ave paseriforme de la familia Rhinocryptidae perteneciente al numeroso género Scytalopus. Es endémico de los Andes del sur de Perú y fue descrito para la ciencia en el año 2020.

## Distribución y hábitat
La nueva especie es conocida en dos zonas geográficamente separadas. Una población en el este de Ayacucho al sur del río Mantaro en cinco localidades diferentes. La otra población ocurre en Apurímac entre el río Apurímac y el río Pampas y es conocida en una docena de locales, todos dentro de 26 km de Abancay. Aparentemente está ausente más hacia el sur de Apurímac, y de los bosques de Polylepis a 4360 m cerca de la laguna Antanay. También puede ocurrir en algunas de las muchas áreas inexploradas de parches de hábitat conveniente entre los ríos Chalhuanca y Pampas. Fue registrada en altitudes de 3500 a 4200 m en Ayacucho, y entre 3150 y 4500 m en Apurímac. En Ayacucho, es reemplazado por Scytalopus parvirostris en las selvas más bajas; y en Apurímac, donde las selvas húmedas están confinadas a las tierras altas, no se conoce ningún otro Scytalopus.
La especie es considerada común en selvas montanas y arbustales en Apurímac, la mayor densidad de población parece ser en bosques densos de Podocarpus con abundancia de musgos, pero en el Bosque Ampay es común también en Escallonia y en áreas con densos enmarañados de Berberis, Barnadesia y Hesperomeles. En las tierras altas al sureste de Abancay, extrañamente, la especie parece restringirse a parches de densa selva de Polylepis incana. En Ayacucho parece estar excluido de áreas selváticas por S. parvirostris, y en cambio, se encuentra en hábitats de áreas arbustivas abiertas (Baccharis) y herbazales (Festuca). Estas áreas no boscosas fueron pesadamente perturbadas por el pastoreo y las quemadas, y Scytalopus whitneyi se restringe a laderas rocosas íngremes inaccesibles al ganado y al fuego.

## Estado de conservación
El churrín de Ampay es bastante común en Apurímac, especialmente en el Santuario nacional de Ampay, pero fuera de esta gran extensión de bosque protegido, su hábitat está fragmentado y amenazado por el pastoreo y las quemadas, dejando a la especie vulnerable. En Ayacucho la especie es local, poco común, y restringida a quebradas y laderas rocosas íngremes, menos afectadas por la presión del pastoreo. Al presente, el tamaño de la población, la zona de distribución y el declinio conocido, no llenan los criterios para considerarla amenazada, por lo tanto los autores sugieren que la especie sea considerada casi amenazada por la Unión Internacional para la Conservación de la Naturaleza (UICN).

## Sistemática

### Descripción original
La especie S. whitneyi fue descrita por primera vez por los ornitólogos Niels Krabbe, Jon Fjeldså, Peter A. Hosner, Mark B. Robbins & Michael J. Andersen en 2020 bajo el mismo nombre científico; la localidad tipo es «montañas al NNE de Abancay: Cerro Turronmocco, 13.518°S, 72.888°W, elevación: 3500 m., Apurímac, Perú». El holotipo, NHMD 80025, un macho adulto, fue colectado por Niels Krabbe y Jon Fjeldså el 18 de marzo de 1987 y se encuentra depositado en el Museo de Historia Natural de Dinamarca.

### Etimología
El nombre genérico masculino «Scytalopus» deriva del griego «skutalē, skutalon»: bastón, palo, garrote, y «pous, podos»: pies; significando «con los pies como  garrotes»; y el nombre de la especie «whitneyi», conmemora al ornitólogo estadounidense Bret M. Whitney.

### Taxonomía
La presente especie fue descrita para la ciencia en conjunto con Scytalopus frankeae y S. krabbei, todas en el amplio estudio de Krabbe et al. (2020), y fue reconocida como especie válida mediante la aprobación de la Propuesta No 854 al Comité de Clasificación de Sudamérica (SACC) en abril de 2020.